# 奇比林匹克
奇比林匹克（日语： Chibirinpic）是日本自1979年以來每年5月5日所舉辦的一項針對小學生的體育活動。奇比林匹克由日刊體育控股公司與橫濱市體育協會共同主辦，同時由朝日新聞社、文化放送與日本足球協會聯合協辦；該活動並得到了全國農業協同組合聯合會的贊助。

## 活動概要
奇比林匹克是一個日語混成詞，由“奇比（チビ）”和“林匹克（リンピック）”構成；“奇比”在日語中有小孩的意思，而“林匹克”在來自奧林匹克運動會。
截至1998年，第一屆至第二十屆奇比林匹克在東京的國立競技場舉行；但自1999年搬遷至橫濱的橫濱國際綜合競技場舉行。不過隸屬於該大賽的乒乓球賽事則是在其他賽場舉行。而作為奇比林匹克衍生賽事的全日本小學生冰壺錦標賽（全日本小学生カーリング選手権大会）則直至2018年才設立。
作為奇比林匹克的傳統，活動組織方每年都會邀請日本奧運國手及獎牌得主作為活動嘉賓參與馬拉松、賽跑、乒乓球等賽事。2024年的活動嘉賓包括高橋尚子、濱口平吾等人。
奇比林匹克的活動吉祥物為“塔磨醬（タムちゃん）”。

## 活動構成

### JA全農盃全國小學生足球選拔大賽
JA全農盃全國小學生足球選拔大賽（JA全農杯全国小学生選抜サッカー大会）是奇比林匹克活動中規模最大的體育賽事，它於每年5月3日到5日在小機競技場和橫濱國際綜合競技場舉行。該賽事與冬季舉行的JFA全日本U-12足球錦標賽同等重要，被認為是日本小學足球在春季的最高賽事。經過各地區的預選賽後，共計有16隻隊伍進入全國決賽；這16隻隊伍將分成四個組別進行組內循環賽，最後每組前兩名晉級八強賽；八強決賽在橫濱國際綜合競技場舉行。JA全農盃全國小學生足球選拔大賽每場比賽分為三節，每節比賽時長為12分鐘。
2011年，JA全農盃全國小學生足球選拔大賽東北地區預選賽由於東日本大震災停辦，因此該地區的晉級名額被轉給關東地區。
2013年之前，JA全農盃全國小學生足球選拔大賽的參賽隊伍為9隻。2014年，關東地區的晉級名額增加1個。2018年，JA全農盃全國小學生足球選拔大賽的參賽隊伍最後增加至16隻。
| 年份   | 冠軍球隊                 |
| ------ | ------------------------ |
| 2003年 | 名古屋八鯨U12足球隊      |
| 2004年 | 新座片山足球俱樂部少年隊 |
| 2005年 | 紅魔高田足球俱樂部少年隊 |
| 2006年 | 名古屋八鯨U12足球隊      |
| 2007年 | 東京綠茵1969少年隊       |
| 2008年 | 柏鷹TOR'82               |
| 2009年 | 川崎前鋒U12足球隊        |
| 2010年 | 川崎前鋒U12足球隊        |
| 2011年 | 川崎前鋒U12足球隊        |
| 2012年 | 司令塔足球俱樂部         |
| 2013年 | 仙台維加泰U12足球隊      |
| 2014年 | 司令塔足球俱樂部         |
| 2015年 | 柏太陽王U12足球隊        |
| 2016年 | 大宮松鼠少年隊           |
| 2017年 | 江南南足球少年隊         |
| 2018年 | 司令塔足球俱樂部         |
| 2019年 | 神戶百少年隊             |
| 2020年 | 停辦                     |
| 2021年 | 太田足球俱樂部           |
| 2022年 | 鹿島鹿角築波隊           |
| 2023年 | 司令塔足球俱樂部         |
| 2024年 | 司令塔足球俱樂部         |
| 2025年 | 柏太陽王U12足球隊        |

### 全農盃全日本小學生冰壺錦標賽
全農盃全日本小學生冰壺錦標賽（全農杯全日本小学生カーリング選手権大会）是奇比林匹克冬季活動中的一項賽事，於每年12月在橫濱市的神奈川冰上運動場舉行。該錦標賽由日本冰壺協會主辦，賽事冠軍將獲得全農盃獎杯及由全國農業協同組合聯合會所贊助的旗下食品。
| 年份   | 冠軍球隊           |
| ------ | ------------------ |
| 2018年 | 青森冰壺兒童隊     |
| 2019年 | 新瀉少年隊         |
| 2020年 | 停辦               |
| 2021年 | 盛岡冰壺運動少年隊 |
| 2022年 | 輕井澤少年隊       |
| 2023年 | 輕井澤少年隊       |
| 2024年 | 札幌冰壺協會隊     |

## 外部連接
- 官方网站（日語）